# K-173 Krasnojarsk
Il K-173 Krasnojarsk è un SSGN russo, quarto esemplare della classe Oscar II. Entrato in servizio negli anni ottanta, non risulta più operativo dalla fine degli anni novanta.

## Storia
Il K-173 fu impostato presso il cantiere navale Sevmash, a Severodvinsk, il 4 agosto 1983. Il sottomarino entrò in servizio il 30 dicembre 1986, ed il 2 febbraio 1987 venne preso in carico dall'11ª Divisione della Flotta del Nord. Durante il suo servizio con questa flotta, effettuò due crociere, due lanci di missili ed 11 di siluri.
Tra il 18 agosto ed il 12 settembre 1991, fu trasferito alla Flotta del Pacifico: vi arrivò navigando, insieme al gemello K-442 Čeljabinsk, sotto lo strato di ghiaccio. Il 25 settembre successivo entrò nella 10ª Divisione. Il 13 aprile 1993 ricevette il nome di Krasnojarsk, come la città omonima. Con la Flotta del Pacifico, effettuò due crociere ed un lancio di missili. Nel novembre 1997, fu posto in riserva per riparazioni. Nel 2000 risultava ancora in attesa di essere rifornito di nuovo combustibile nucleare. Risulta fuori servizio.